# Cine Ipiranga
O Cine Ipiranga foi uma sala de cinema de São Paulo (Brasil), localizada no centro da cidade, na Avenida Ipiranga, esquina com a Avenida São João, sob o número 786. Inaugurada em 1943 e projetada pelo arquiteto brasileiro Rino Levi (1901-1965), esse era o quarto cinema projetado por ele em São Paulo, seu funcionamento perdurou até 2005, quando a companhia responsável pela sala à época, a Alvorada, anunciou o encerramento de suas atividades. Em 2014, o edifício, que comportou tanto o antigo Cine Ipiranga quanto o antigo Hotel Excelsior, passou por um processo de tombamento e foi declarado como patrimônio histórico do estado de São Paulo. 

## História
A sala foi projetada pelo arquiteto brasileiro Rino Levi e tinha capacidade para receber até 1936 espectadores por sessão, distribuidos entre balcão, plateia e pullman. Em cima do cinema, localizado na avenida Ipiranga, uma das mais importantes de São Paulo, foi construído um prédio, que se tornou o Hotel Excelsior.
Inaugurado oficialmente em 7 de abril de 1943 com o filme Seis Destinos, de Julien Duvivier, o Cine Ipiranga tornou-se um dos principais cinemas paulistanos, foi o quarto cinema a projetar em São Paulo. A sala pertenceu na maior parte de sua história ao circuito da Empresa Cinematográfica Serrador (que havia sido fundado pelo empresário Francisco Serrador). Com a decadência deste circuito, o Ipiranga passou a ser controlado pelo grupo Alvorada.
No final da década de 1970, a sala de 1.936 lugares foi dividida em duas. Em fevereiro de 2005, o cinema teve suas atividades encerradas. O grupo responsável pela administração da sala divulgou, no dia 9 de fevereiro de 2005, um comunicado em que não informava os motivos, mas anunciava o encerramento de suas atividades.
O valor arquitetônico do Cine Ipiranga é tão relevante que, em 2009, o Conselho Municipal de Preservação do Patrimônio Histórico, Cultural e Ambiental da cidade de São Paulo, o Conpresp, tombou os espaços internos e as relações espaciais e arquitetônicas existentes entre os elementos que os compõem, incluindo a galeria de entrada, o saguão das bilheterias, as salas de espera e a sala de projeção. A medida que alguns anos depois tombou o edifício por completo e em nível estadual, desta vez pelo Conselho de Defesa do Patrimônio Histórico, Arqueológico, Artístico e Turístico, o Condephaat, que já havia sido autorizada em sessão de 25 de outubro de 2010, só foi oficializada em 2014. De acordo com o texto do documento que reconheceu o valor histórico do bem e o tornou patrimônio oficial público, instituindo sobre ele um regime jurídico especial de propriedade, o prédio é exemplar no que diz respeito à arquitetura moderna e é caracterizado por sobrepor, em um terreno pequeno, “uma grande torre de hotéis e uma monumental sala de cinema, ambos representativos de programas inovadores e característicos de meados do século XX em São Paulo”.

### Contexto histórico
Por mais de trinta anos, o cinema foi uma das mais significativas formas de recreação coletiva na cidade de São Paulo. Devido ao fato de que atraia as pessoas independentemente de características como idade e sexo - crianças, jovens, velhos, homens e mulheres frequentavam as salas de cinema indiscriminadamente -, registros históricos evidenciam que nem mesmo a inauguração do Estádio Municipal do Pacaembu, em 1940, causou impacto maior sobre a população, já que se constituia de um programa exclusivamente adulto e masculino, ao passo que o cinema era direcionado para todos.
No que diz respeito à arquitetura, um dos aspectos mais abordados no processo de tombamento do edifício para justificar a sua denominaçao enquanto patrimônio histórico, pode-se afirmar que ela é inovadora e simboliza um significativo marco no processo de modernização da cidade de São Paulo.

### Arquiteto
Rino Levi foi um arquiteto e urbanista brasileiro nascido na cidade de São Paulo, filho de imigrantes italianos. Em 1921, ingressa na Escola Preparatória e de Aplicação para os Arquitetos Civis em Milão, na Itália. Ele é conhecido pelo seu pioneirismo na reivindicação por uma arquitetura moderna no Brasil. Condizente com as posições da escola romana, propõe uma modernização sem rupturas com a tradição clássica. No ano de 1926 o arquiteto volta ao Brasil e trabalha um ano na Companhia Construtora santos. Em 1927, um ano após retornar ao país de origem, inicia uma carreira independente, projetando pequenas residências e conjuntos de casa de aluguel para membros da comunidade italiana paulista.
Sua primeira obra moderna realizada é o Pavilhão da L. Queiroz na Feira de Amostras do Parque da Água Branca, em 1931. Cinco anos depois, em 1936, a construção do Cine Ufa-Palácio lhe traz oportunidades para um novo programa em decorrência da aplicação bem sucedida de princípios de acústico no ambiente. Para além dos cinemas, foi responsável pela projeção de diversos edifícios residenciais e comerciais, galpões e hospitais, além de ter contribuído na organização de uma proposta de reelaboração do ensino na Faculdade de Arquitetura e Urbanismo da Universidade de São Paulo (FAU/USP), onde lecionou até 1959. Seu último projeto é o Centro Cívico de Santo André, ganhador de um concurso público em 1965, ano de sua morte com 63 anos de idade.

## Características arquitetônicas

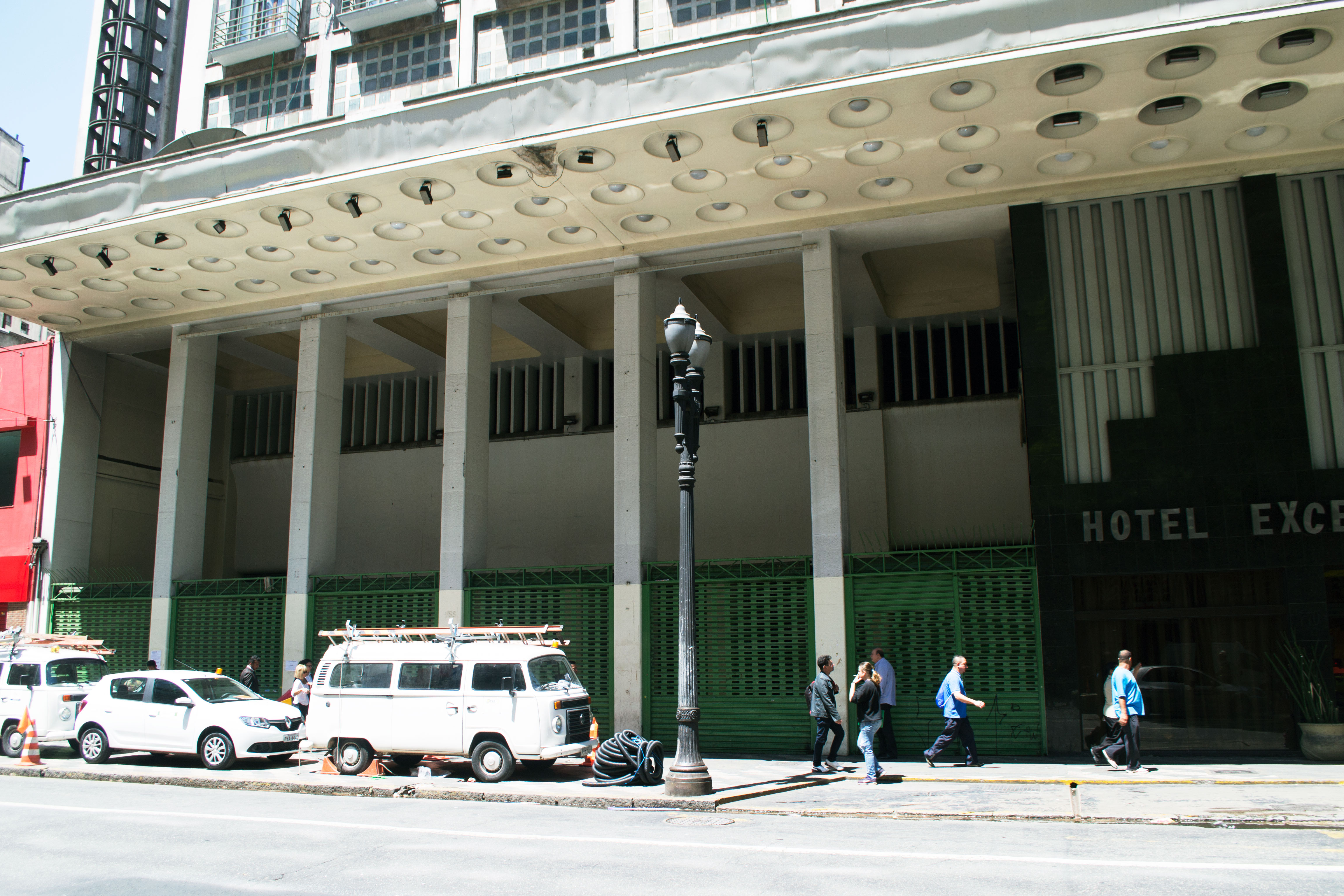
Fachada do Cine Ipiranga

Na área central de São Paulo, em meados do século XX, um edifício de programa complexo foi projetado: era um cinema de quase 2.000 lugares e um hotel de 200 quartos sobrepostos a um terreno de pequenas proporções, interligados através de uma grande área de acesso aos dois. No que diz respeito à engenharia do projeto, ele protagonizou um grande feito, em que passou a permitir a sobreposição da torre de apartamentos sobre a sala de espetáculos sem a interferência do apoio da estrutura no espaço. Visando evitar colunas na sala de cinema, as vigas de grandes dimensões são as responsáveis pelo exercimento da transição.
A composição do interior da sala de cinema se dá por uma plateia e dois balcões. O que os antecede é um espaçoso saguão com uma escadaria grandiosa. A arquitetura do local é estigmatizada por linhas geométricas, curvas sinuosas, revestimentos de mármore, luminárias e corrimãos metálicos. A parte externa do edifício, por sua vez, é lembrada pela ortogonalidade dividida em segmentos de harmonização mútua. Na torre, o que é predominante é uma faixa com grelha de padrão quadriculado em que estão dispostos os balcões dos quartos. Acima da grelha dos balcões, um reticulado de mesma base é preenchido por janelas, rodeadas por elementos cerâmicos vazados em segmento, correspondente à estética do restaurante do hotel. Uma grandiosa marquise ladeada por dois elementos verticais divide esse trecho do pavimento térreo, caracterizado por uma sequência de colunas gigantes que anunciam o acesso ao edifício pela Avenida Ipiranga.
As características que marcam o momento histórico de elevada exaltação das salas de cinema no contexto urbano paulistano são os detalhes ornamentais, as luminárias e os painéis, situados em ambientes grandiosos e cenográficos. Ainda que a atenção aos detalhes possa ser vinculada à aura estética que paira sobre a própria produção cinematográfica hollywoodiana dos anos 1940, é inegável que esses elementos pertencem a uma ordem geometrizada e de linhas puras presente em toda a produção do arquiteto. O Cine Ipiranga é parte da série de salas de espetáculo projetados por Rino Levi (1901-1965). Ao lado desta, estão outros destaques como o Cine Art-Palácio, inaugurado como Ufa-Palace, a partir do qual os princípios aplicados à acústica do ambiente lhe renderam outras oportunidades para projetar cinemas: Cine Universo (1936), Cine Art-Palácio de Recife (1937) e o Teatro Cultura Artística (1942).
Com o processo de tombamento, é recomendada a preservação integral da sala de cinema Ipiranga, cuja concepção original, até agora, foi conservada em grande parte. Detalhes de corrimão e luminária, por exemplo, permanecem intactos. O Hotel Excelsior, que também faz parte da obra, tem preservadas suas fachadas externas, que apresentam características fundamentais de arranha-céu vinculado à arquitetura moderna. Ainda assim, o interior do hotel já sofreu reformulações e adaptações, incluindo a renovação dos quartos e banheiros, nos quais materiais novos já foram utilizados.

## Significado histórico e cultural

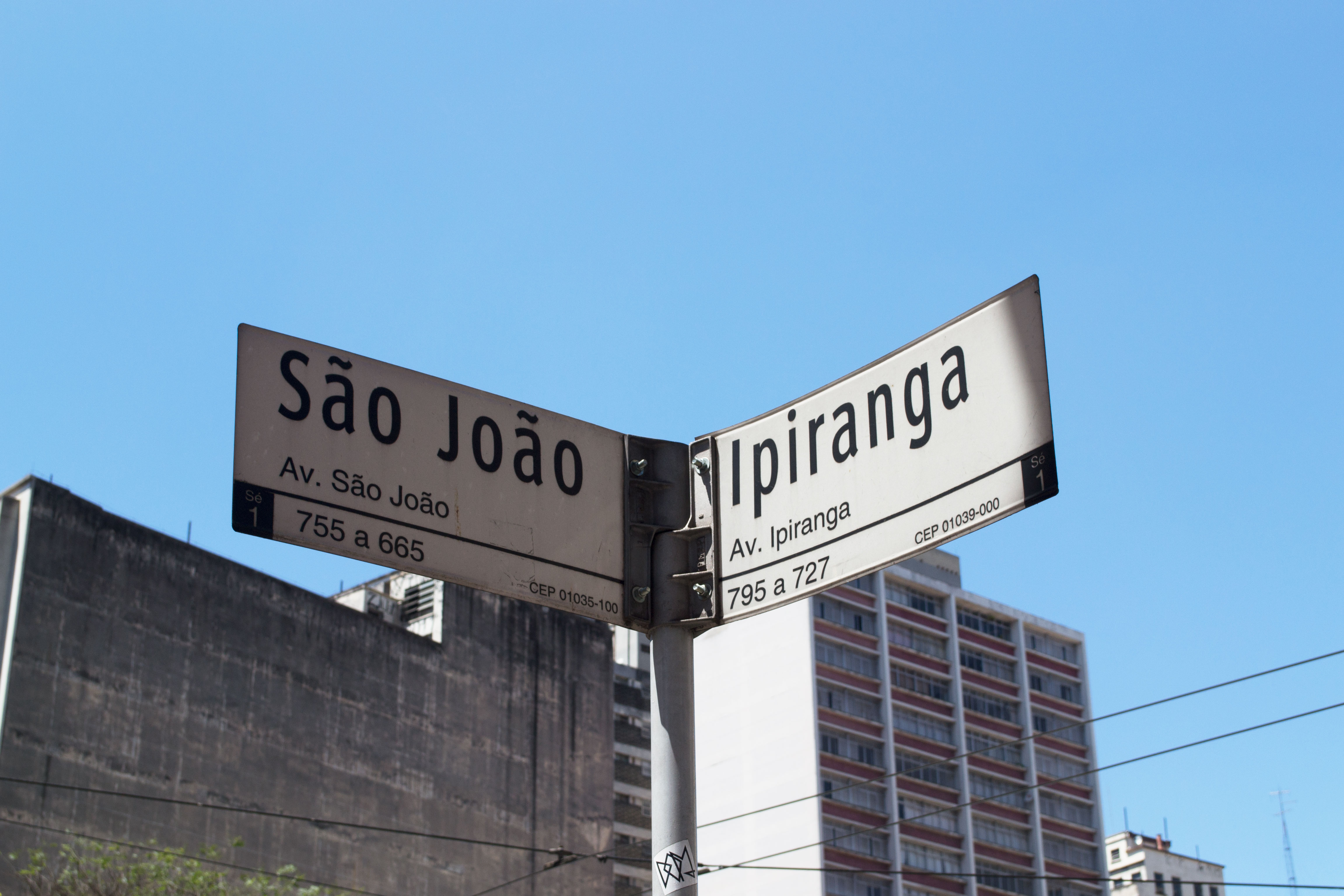
Esquina mais próxima ao Cine Ipiranga, localizado na Avenida Ipiranga, 786

Em 2014, o edifício que abrangeu o antigo Hotel Excelsior e o antigo Cine Ipiranga, situado na Avenida Ipiranga, 770 e 786, respectivamente, foi tombado pelo Conselho de Defesa do Patrimônio Histórico, Arqueológico, Artístico e Turístico do estado de São Paulo, o Condephaat. De acordo com a publicação no Diário Oficial no dia 14 de maio de 2014, o órgão, pertencente à Secretaria de Cultura, optou por tombar o bem por considerar que “a obra do arquiteto Rino Levi e de seus colaboradores teve caráter modelar em diferentes tipos de programas arquitetônicos, sempre em intensa relação com a paisagem, urbana ou natural”. Ainda de acordo com a publicação feita no caderno de cultura, a obra foi considerada parte significante e fundamental dos processos de transformação e modernização pelos quais a cidade de São Paulo foi submetido, sobretudo na segunda metade do século XX. Outro ponto levado em consideração foi o pioneirismo do arquiteto brasileiro Rino Levi, sobretudo no que diz respeito às especificidades técnicas e plásticas das grandiosas salas de espetáculo de São Paulo projetadas pelo profissional.

## Tombamento
Foi assegurado desde 2009 pelo Conselho Municipal de Preservação do Patrimônio Histórico, Cultural e Ambiental de São Paulo (Conpresp) que o edifício seria tombado. Desde então, a prefeitura toca uma ação de desapropriação do lugar e irá reabri-lo como cinema de rua.